# Over the Great Divide in Colorado
Over the Great Divide in Colorado è un cortometraggio muto del 1913. Non si conosce il nome del regista del film, un documentario prodotto dalla Edison.

## Trama
Trama di Moving Picture World synopsis in (EN)  su IMDb

## Produzione
Il film fu prodotto dalla Edison Company.

## Distribuzione
Distribuito dalla General Film Company, il film - un cortometraggio di 75 metri - uscì nelle sale cinematografiche degli Stati Uniti il 7 luglio 1913. Nelle proiezioni, veniva programmato con il sistema dello split reel, accorpato in un'unica bobina con un altro cortometraggio prodotto dalla Edison, la commedia Winsome Winnie's Way.